# American Horror Story: Cult
American Horror Story: Cult is het zevende seizoen van de Amerikaanse dramaserie American Horror Story.

## Rolverdeling

### Hoofdbezetting
- Sarah Paulson als Ally Mayfair-Richards
- Evan Peters als Kai Anderson
- Cheyenne Jackson als Dr. Rudy Vincent
- Billie Lourd als Winter Anderson
- Alison Pill als Ivy Mayfair-Richards

### Special guests
- Billy Eichner als Harrison Wilton
- Emma Roberts als Serena Belinda
- Mare Winningham als Sally Keffler
- Lena Dunham als Valerie Solanas
- Frances Conroy als Bebe Babbitt

### Terugkerende bezetting
- Cooper Dodson als Oz Mayfair-Richards
- John Carroll Lynch als Twisty
- Colton Haynes als Detective Samuels
- Chaz Bono als Gary Longstreet
- Leslie Grossman als Meadow Wilton
- Adina Porter als Beverly Hope

## Afleveringen
| Afleveringnummer | Afleveringnummer | Titel                                       | Eerste uitzending VS |
| Serie            | Seizoen          | Titel                                       | Eerste uitzending VS |
| ---------------- | ---------------- | ------------------------------------------- | -------------------- |
| 74               | 1                | Election Night                              | 5 september 2017     |
| 75               | 2                | Don't Be Afraid of the Dark                 | 12 september 2017    |
| 76               | 3                | Neighbors from Hell                         | 19 september 2017    |
| 77               | 4                | 11/9                                        | 26 september 2017    |
| 78               | 5                | Holes                                       | 3 oktober 2017       |
| 79               | 6                | Mid-Western Assassin                        | 10 oktober 2017      |
| 80               | 7                | Valerie Solanas Died for Your Sins: Scumbag | 17 oktober 2017      |
| 81               | 8                | Winter of Our Discontent                    | 24 oktober 2017      |
| 82               | 9                | Drink the Kool-Aid                          | 31 oktober 2017      |
| 83               | 10               | Charles (Manson) in Charge                  | 7 november 2017      |
| 84               | 11               | Great Again                                 | 14 november 2017     |